# 小學離校考試
小學離校考試（也稱為小六會考；英文：Primary School Leaving Examination，簡稱PSLE，马来语：Peperiksaan Tamat Sekolah Rendah）是由新加坡教育部舉辦的一項國家統一考試，以評估新加坡小學六年級學生升讀中學課程的能力，以及分配學生到合適的中學。考试的科目包括英文，母语（通常是华文、马来文和泰米尔文，還有一些非泰米尔印度語言，即孟加拉语<Bengali>、古吉拉特语<Gujarati>、印地语<Hindi>、旁遮普语<Punjabi>以及乌尔都语<Urdu>），数学和科学。歷年來，为了适應新加坡教育部的政策，小學離校考試的格式已经过多次的改革。

## 母语
由于学生通常得应付母语和英文的考试，大多数的学生都会重复以下的程序。每个母语科都有三种不同的层次。第一种就是基础，第二种是普通，第三种就是非强制、獨立考核的“高级母语”。学生须按照自己母语的水平，选择自己修读的层次。
英文、数学和科学設有普通和基础水平。学生在不同的科目可以选择不同的层次。过去，学生是否修读高级母语就看他们被分配到哪一个源流。EM1（较高）和EM2唯一的差别就是前者修读高级母语。学生被分配到哪一源流就看他们小学四年级的表现。EM3的学生在所有科目皆只能修读基础水平。
从2007年起，小四生的分流是基於學生的科目能力，所以EM1、EM2和EM3的“标签”就消失了。学生可以选择要在普通或者是基础水平修读不同科目，还能选择是否修读高级母语。在小四學年的末段，学生家长将决定学生修读科目的水平，並由學校在一年後為學生作出最終決定。
不同语言的考试格式通常大同小异。语文考试通常包含口试、听力考试、作文考试，还有考核學生的语法、标点符号和词汇量的語文理解與應用考試。

## 英文
以下描述的是2005年考試的格式，不同部分的分数可能有所變動。如果学生修读基础英文，某些部分可能被删除。
每名学生的英文口试通常需花5到10分钟。不过，為防止考生作弊，学生口试前須在另外一间教室中等待，並按照次序应付考试。
口试测试学生说话是否流利，还测试学生对口语的掌握。在口试中，学生需要朗读一篇短文，还需要描述一幅图画。為減少等待時間過長帶來的不便，学生通常会分开两天来应考。
口试的满分是30分，口试分成三个部分。第一部分是朗读短文，满分是10分。第二部分是描述图片。学生必须描述一幅图画，还必须评论图中人物之动作，满分是10分。第三部分是对话，考官会问学生和图片有关的问题，学生必须作答。这部分的满分也是10分。口试有两位考官，两位考官评核的平均分就是学生的口試分数。
听力理解考试测试学生在不同情况中对英语口语的了解。听力考试有20道选择题，学生按照编号分班应考。听力考试需花大约20分钟，满分是20分。
作文考试有两个部分。第一部分是应用文，学生需要写私函、公函、便条或者是报告，满分是15分。第二部分有2题，学生可以自由选择。第一题通常是看图作文，第二題多是情景寫作，满分是40分。作文考试由两名老师評分，如果二者的区别不大，那两个分数的平均分就是学生的分数。若果区别太大的话，考卷就由三名老师重新評分。
語文理解與應用考試考核学生对书面语的理解与掌握，时限為1小时50分钟，满分是95分。語文理解與應用考試中有选择题，选择题考语法，学生必须纠正时态或变位错误，或者是提供正确的标点符号。在2005年，这部分的满分是15分。这部分也考词汇量，学生必须选择填空的词语，满分5分。然后，学生必须做五道考题，满分10分，学生必须把两个句子连到一起，语法必须正确，不可以改动句子原本的意义。接着，学生需要檢視由10个句子构成的短文，纠正七个语法错误。隨後就有测试语法的填空部分。接着，学生就必须完成考理解的填空题，满分15分，学生也可能须按照图片的内容回答选择题。最後，學生就得按照篇章做理解问答题目，有15道题目，其中有五道选择题，餘下的10道為開放式試題，满分20分。

## 數學
數學考試的長度為2小時15分鐘，分為三個部份：卷一甲、卷一乙和卷二。
卷一甲為多項選擇題，共設15題。最先的10題各佔1分，餘下的5題各佔2分，共佔考試分數的百分之二十。卷一乙為開放式考題，共設20題。最先的10題各佔1分，餘下的題目各佔2分。對學生而言，以上考卷通常較容易完成，以測試學生在個別數學範疇的表現。卷二為60分，共設數題，每題各佔2到5分不等。設題的原則為先易後難。

## 科学
科学试卷的考試時間為1小时45分钟，包括30道选择题及14道简答题。在选择题部份，每题2分，該部份的满分是60分。在简答题部份，因应题目的难度，每题的分数都不一样，有2分，3分和4分的。 这一部分的满分是40分。整张试卷的考核內容包括不同的科学范畴，如生物， 化学和物理，还有小學程度的基础統計分析。

### 物理
- 能量， 比如说热， 还有包括基础热力学。
- 力， 还有包括简易工具， 如杠杆等。
- 各种的系统，如水的循环， 氮气的循环和大气层。
- 物质的三种形态，重量和物理性质。
- 电力和磁力
- 太阳系

### 生物
- 人体解剖学: 感官、 循环系统、 呼吸系统、 肌肉与骨骼系统、消化系统
- 生物分类法
- 植物部分、 有毒植物、 自卫方式、光合作用、 被动与主动运输
- 不同植物与动物的害处与益处、 关于生物在生态系统中扮演的角色的概括知识、掠食者和猎物关系
- 动物妊娠与植物发芽、 生物成长、 生命循环
- 有性生殖及无性生殖、花朵、传播种子、 对植物生殖方式的认识和分类
- 生物数量增加： 图中指数增长与物流功能的原因
- 生物适应环境、 基本进化论
- 细胞

### 化學
- 對現存物質的化學測試：氫氧化鈣（石灰水）溶液以測試二氧化碳、碘溶液以測試澱粉；推斷互有關係的相互性影響及程序以得出結果
- 用以得出生物學過程之結果的測試
- 污染及防止、對抗污染的步驟

## 其他
- 新加坡教育
- 新加坡-劍橋普通教育證書普通水準 (O Level)
- 新加坡-劍橋普通教育證書高級水準 (A Level)

## 外部連結
- 新加坡考試與評鑑局 （页面存档备份，存于）
- 新加坡教育部 （页面存档备份，存于）